# Natação nos Jogos Olímpicos de Verão da Juventude de 2010 - 200 m peito feminino
As provas dos 200 metros peito feminino da natação nos Jogos Olímpicos de Verão da Juventude de 2010 foram realizadas no dia 20 de agosto, na Escola dos Desportos, em Cingapura. 20 nadadoras estavam inscritas neste evento.

## Medalhistas
| Ouro   | AUS Emily Selig     |
| Prata  | CAN Tera van Beilen |
| Bronze | JPN Maya Hamano     |

## Eliminatórias

### Eliminatória 1
| Pos. | Raia | Nome                    | País            | Tempo   | Notas |
| ---- | ---- | ----------------------- | --------------- | ------- | ----- |
| 1    | 4    | Urtė Kazakevičiūtė      | LTU Lituânia    | 2:35.68 | Q     |
| 2    | 5    | Maria Georgia Michalaka | GRE Grécia      | 2:37.11 |       |
| 3    | 2    | Mijal Asis              | ARG Argentina   | 2:41.59 |       |
| 4    | 6    | Yvette Man-Yi Kong      | HKG Hong Kong   | 2:42.03 |       |
| 5    | 3    | Martina Carraro         | ITA Itália      | 2:43.91 |       |
| 6    | 7    | Nibal Yamout            | LIB Líbano      | 2:46.96 |       |
| 7    | 1    | Ekaterina Lysenko       | KGZ Quirguistão | 3:01.50 |       |

### Eliminatória 2
| Pos. | Raia | Nome             | País              | Tempo   | Notas |
| ---- | ---- | ---------------- | ----------------- | ------- | ----- |
| 1    | 2    | Rachel Nicol     | CAN Canadá        | 2:31.57 | Q     |
| 2    | 3    | Tera van Beilen  | CAN Canadá        | 2:32.20 | Q     |
| 3    | 5    | Teresa Gutierrez | ESP Espanha       | 2:32.42 | Q     |
| 4    | 4    | Olga Detenyuk    | RUS Rússia        | 2:33.30 | Q     |
| 5    | 6    | Lena Rathsack    | GER Alemanha      | 2:37.75 |       |
| 6    | 1    | Taryn Mackenzie  | RSA África do Sul | 2:39.33 |       |
| 7    | 7    | Ana Rodrigues    | POR Portugal      | 2:46.84 |       |

### Eliminatória 3
| Pos. | Raia | Nome                | País           | Tempo   | Notas |
| ---- | ---- | ------------------- | -------------- | ------- | ----- |
| 1    | 3    | Emily Selig         | AUS Austrália  | 2:30.56 | Q     |
| 2    | 6    | Maya Hamano         | JPN Japão      | 2:31.67 | Q     |
| 3    | 2    | Jolien Vermeylen    | BEL Bélgica    | 2:35.13 | Q     |
| 4    | 1    | Aurelie Waltzing    | LUX Luxemburgo | 2:37.19 |       |
| 5    | 5    | Noora Laukkanen     | FIN Finlândia  | 2:37.46 |       |
| 6    | 7    | Xin Jing Cheryl Lim | SIN Singapura  | 2:40.23 |       |

## Final
| Pos.              | Raia | Nome               | País          | Tempo   | Notas |
| ----------------- | ---- | ------------------ | ------------- | ------- | ----- |
| Medalha de ouro   | 4    | Emily Selig        | AUS Austrália | 2:27.78 |       |
| Medalha de prata  | 6    | Tera van Beilen    | CAN Canadá    | 2:29.39 |       |
| Medalha de bronze | 3    | Maya Hamano        | JPN Japão     | 2:29.75 |       |
| 4                 | 5    | Rachel Nicol       | CAN Canadá    | 2:29.87 |       |
| 5                 | 2    | Teresa Gutierrez   | ESP Espanha   | 2:31.06 |       |
| 6                 | 7    | Olga Detenyuk      | RUS Rússia    | 2:34.15 |       |
| 7                 | 1    | Jolien Vermeylen   | BEL Bélgica   | 2:34.20 |       |
| 8                 | 8    | Urtė Kazakevičiūtė | LTU Lituânia  | 2:37.33 |       |